# Charlottesville
Charlottesville ist eine kreisfreie Stadt, die vollständig vom Albemarle County im US-Bundesstaat Virginia umgeben ist. Sie liegt auf einem Gebiet von 26,6 km² am kleinen Rivanna River, etwa eine Autostunde westlich von Richmond und zwei Autostunden südwestlich von Washington, D.C. Das U.S. Census Bureau hat bei der Volkszählung 2020 eine Einwohnerzahl von 46.553 ermittelt.
Die Stadt wurde nach Prinzessin Sophia Charlotte von Mecklenburg-Strelitz benannt, der Frau König Georgs III. von Großbritannien.
Obwohl die Stadt nicht Teil des Albemarle County ist, ist sie dessen Verwaltungssitz (County Seat). Sie ist Standort der von Thomas Jefferson gegründeten, renommierten University of Virginia sowie des CFA Institute. Charlottesville hat rund 49.000 Einwohner (Stand 2016), die während der Semesterzeiten um knapp 20.000 Universitätsstudenten anwachsen.
2004 wurde Charlottesville in Cities Ranked and Rated aufgrund von Lebensqualität, Klima und Lebenskosten als bester Wohnort („best place to live“) in den USA eingeschätzt.

## Geschichte

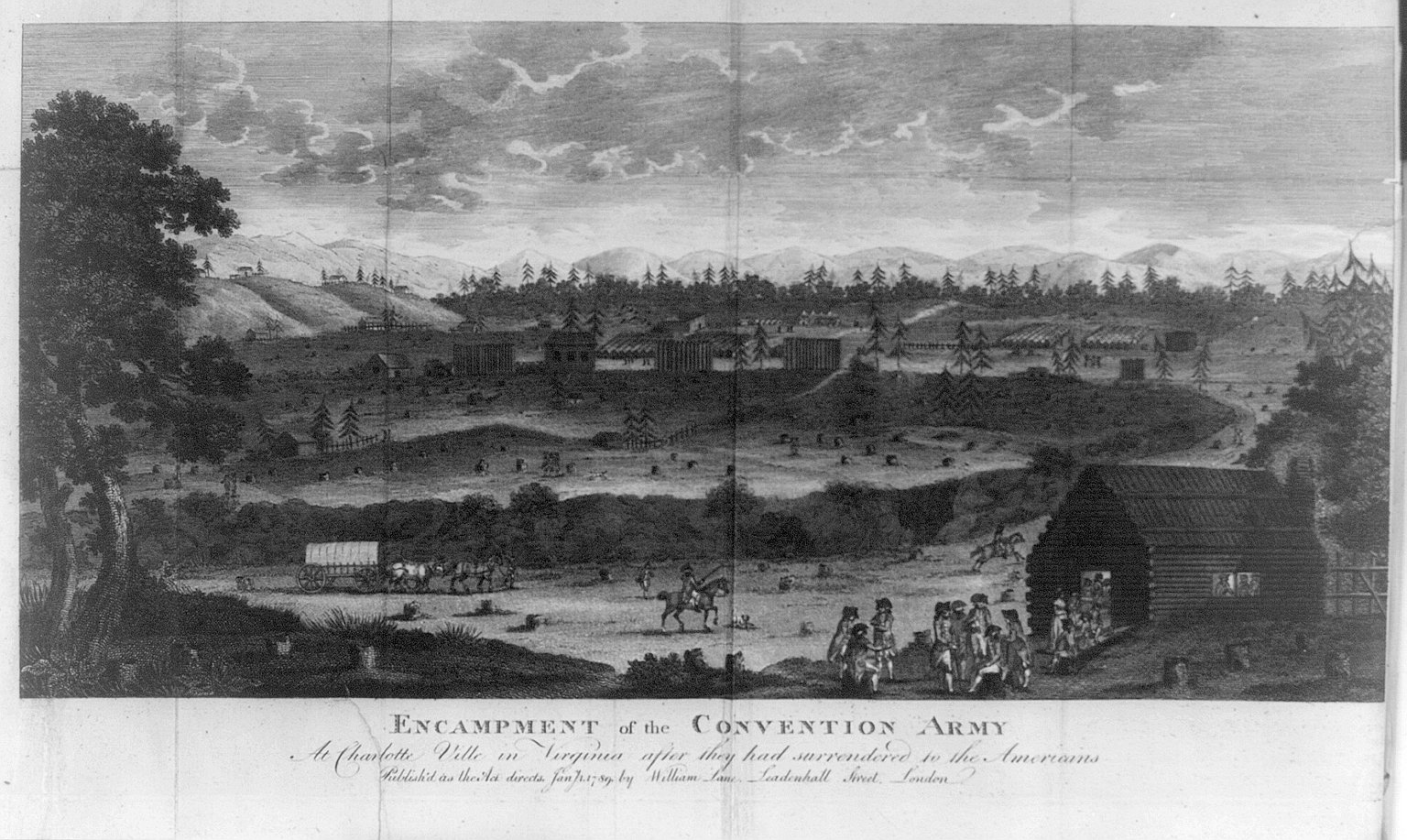
Lager der Convention Army in Charlottesville in Virginia. Kupferstich von 1789.

1762 wurde Charlottesville entlang einer Handelsstraße zwischen Richmond im Osten und dem Great Valley (Großes Tal, auch: Great Appalachian Valley; eine Formation im Osten der Appalachen) im Westen (heutige Straße US-250) gegründet.
Im Unabhängigkeitskrieg wurden in Charlottesville von 1779 bis 1781 gefangene britische und alliierte Truppen (sog. Convention Army) interniert. Die Gefangenen wurden im Frühjahr von 1781 nach Pennsylvania überführt, als die britischen Streitkräfte Initiativen in Virginia starteten.
Im gleichen Frühjahr floh die Regierung von Virginia unter ihrem Gouverneur Thomas Jefferson nach einem Angriff auf die Hauptstadt Richmond nach Charlottesville und Monticello, Jeffersons Wohnsitz bei Charlottesville. Als der britische General Charles Cornwallis am 1. Juni 1781 davon erfuhr, ordnete er die Festnahme der Regierung, der viele Führer der Revolution angehörten, durch den britischen Oberstleutnant Banastre Tarleton an.
Am 3. Juni zog Tarleton, der für seine Brutalität bekannt war, mit 180 Kavalleristen und 70 berittenen Infanteristen im Eiltempo Richtung Charlottesville. Da Virginia von 1776 bis 1780 von Kämpfen weitgehend verschont geblieben war, wurden die meisten Truppen weit entfernt eingesetzt, und Tarleton hatte mit keiner Gegenwehr zu rechnen. In der Nacht wurde die Truppe jedoch im Louisa County von Jack Jouett bemerkt, der einen Angriff auf die Regierung in Charlottesville vermutete. Es gelang ihm, die Truppe zu überholen und am Morgen des 4. Juni die Regierung von Virginia zu warnen. Jefferson und dem Großteil der Regierung gelang die Flucht, und nur sieben Regierungsangehörige wurden in Charlottesville von den Briten gefangen genommen. Monticello wurde durchsucht, aber auf Cornwallis’ Befehle hin nicht beschädigt oder geplündert.
1819 wurde die University of Virginia gegründet, die sich zum wichtigsten Wirtschaftsfaktor der Stadt entwickelte.
Im Amerikanischen Bürgerkrieg blieb die Stadt von Kampfhandlungen verschont. Vom 3. bis 6. März 1865 – einen Monat vor Ende des Krieges – wurde die Stadt von Truppen der Nordstaaten unter General Custer und Philip Sheridan besetzt. Die Offiziellen der Stadt und der University of Virginia konnten Custer überzeugen, die Universität zu verschonen, und es kam zu keinem Blutvergießen.

### Anschlag im August 2017
Am 12. August 2017 marschierten hunderte Rechtsextreme, Neonazis und Ku-Klux-Klan-Anhänger durch Charlottesville. Sie gerieten mit Gegendemonstranten aneinander. Der 20-jährige James Alex Fields jr., der zuvor an der Neonazi-Demonstration teilgenommen hatte, fuhr mit seinem Auto vorsätzlich in eine Menge von Gegendemonstranten, wodurch Heather Heyer starb und mindestens 19 Personen verletzt wurden. Beim Absturz eines Polizeihubschraubers starben die beiden Insassen. Terry McAuliffe, der Gouverneur von Virginia, rief den Ausnahmezustand aus, um Kräfte der Nationalgarde nach Charlottesville anfordern zu können.

### Entfernung umstrittener Standbilder
Im Februar 2016 hat der Stadtrat beschlossen, das Reiterstandbild von Robert E. Lee, eines Südstaatengenerals, der gegen die Abschaffung der Sklaverei und gegen mehr Rechte für Schwarze kämpfte, zu entfernen.
Am 10. Juli 2021 wurde die Lee-Statue per Kran weggehoben und in ein Lager verfrachtet. Der Name des Platzes, auf dem sie stand, war vorher von Lee-Park in Market Street Park umbenannt worden.
Am selben Tag wurde auch die Statue von Südstaatengeneral Thomas J. Jackson entfernt.

### Einwohnerentwicklung
| Jahr      | 1980   | 1990   | 2000   | 2010   | 2020   |
| --------- | ------ | ------ | ------ | ------ | ------ |
| Einwohner | 39.916 | 40.475 | 40.099 | 43.475 | 46.553 |

## Sehenswürdigkeiten

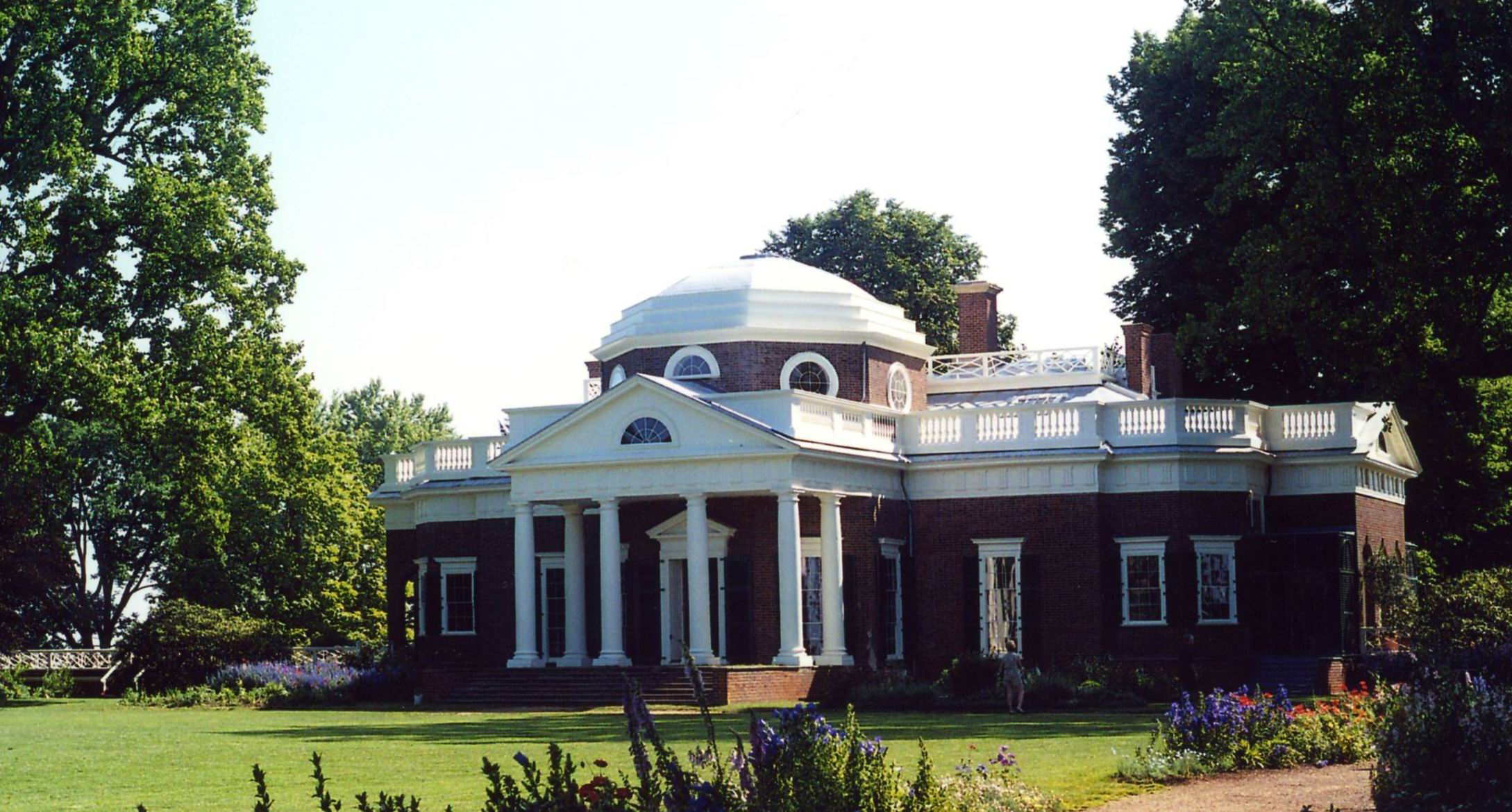
Monticello, Wohnsitz von Thomas Jefferson vor der Stadtgrenze von Charlottesville

Die meisten Besucher kommen nach Charlottesville, um die von Thomas Jefferson entworfene University of Virginia zu besichtigen, die in die Liste des Weltkultur- und Naturerbes der Menschheit der UNESCO aufgenommen worden ist. Die Stadt hat außerdem eine kleine, als historisch deklarierte, denkmalgeschützte Fußgängerzone.
In der Nähe der Stadt liegen die ehemaligen Wohnsitze von drei früheren US-Präsidenten: Eineinhalb Kilometer von der Stadtgrenze gibt es die ehemalige Plantage Monticello von Thomas Jefferson, dessen Wohnhaus gemeinsam mit der Universität Virginia von der UNESCO als Weltkulturerbe gelistet wurde. Knapp zwei Kilometer entfernt befindet sich Ash Lawn-Highland, der einstige Wohnsitz von James Monroe, dem 5. Präsidenten der USA. Etwa 45 Minuten nördlich von Charlottesville liegt Montpelier, der ehemalige Wohnsitz von James Madison, dem 4. Präsidenten der USA. Eine halbe Stunde Autofahrt im Westen von Charlottesville erstreckt sich der Shenandoah-Nationalpark.

## Verkehr
Der von Charlottes Area Transit angebotene Nahverkehr ist für alle bis 30. Juni 2026 kostenfrei.

## Städtepartnerschaften
Charlottesville hat vier Partnerstädte:
- Besançon, Frankreich
- Plewen, Bulgarien
- Poggio a Caiano, Italien
- Winneba, Ghana

## Söhne und Töchter der Stadt

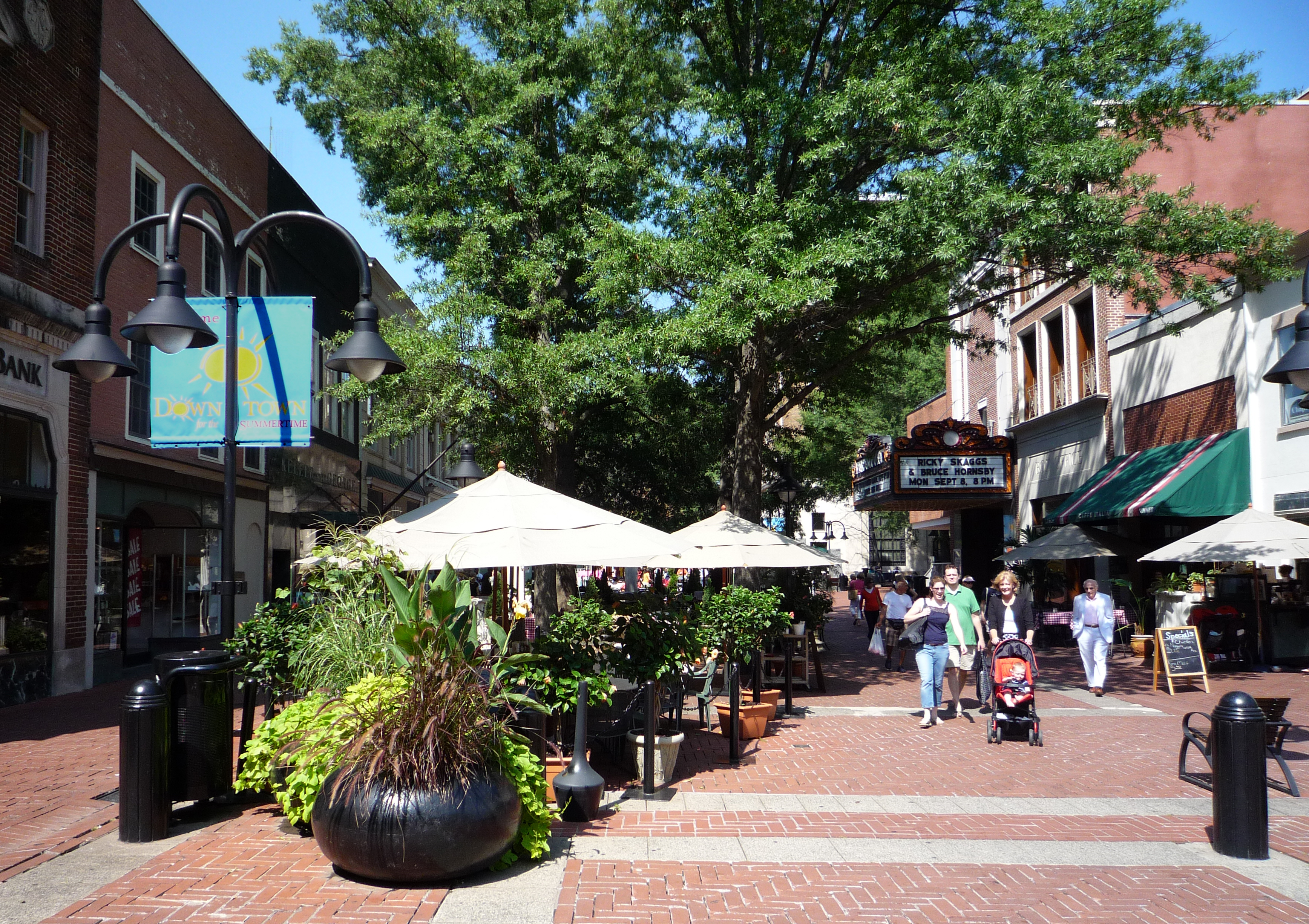
Fußgängerzone „Downtown Mall“

- George Rogers Clark (1752–1818), Kämpfer im Unabhängigkeitskrieg und Indianerkenner
- Nicholas Trist (1800–1874), Diplomat
- George Wythe Randolph (1818–1867), Anwalt und Kriegsminister der Konföderierten Staaten
- James Broadhead (1819–1898), Politiker, Mitglied im US-Repräsentantenhaus
- Richard Thomas Walker Duke (1822–1898), Politiker, Mitglied im US-Repräsentantenhaus
- Louis Washington Turpin (1849–1903), Politiker, Mitglied im US-Repräsentantenhaus
- Julia Magruder (1854–1907), Schriftstellerin
- Charles Pollard Olivier (1884–1975), Astronom
- Alexander A. Vandegrift (1887–1973), General des United States Marine Corps
- S. S. Van Dine (1888–1939), Schriftsteller und Kunstkritiker
- Stanton Macdonald-Wright (1890–1973), Maler
- James Lindsay Almond (1898–1986), Politiker, Gouverneur von Virginia
- Richard Arlen (1900–1976), Schauspieler, der an mehr als 150 Produktionen mitwirkte
- Virginius Dabney (1901–1995), Schriftsteller
- Kitty Joyner (1916–1993), Elektroingenieurin
- Roosevelt Brown (1932–2004), American-Football-Spieler
- Alex McMillan  (1932–2024), Politiker, Mitglied im US-Repräsentantenhaus
- Charlotte Furth (1934–2022), Historikerin
- Ronald Jensen (* 1936), Mathematiker
- Carl R. Johnson (* 1937), Chemiker
- Tommy Boyce (1939–1994), Rock-’n’-Roll-Musiker
- Gill Dennis (1941–2015), Drehbuchautor
- Marguerite Ross Barnett (1942–1992), die achte Präsidentin der University of Houston
- Sally Floyd (1950–2019), Informatikerin
- Walter White (1951–2019), American-Football-Spieler
- Garrison Fewell (1953–2015), Jazzgitarrist und Hochschullehrer
- Donald C. Kiraly (* 1953), Sprachwissenschaftler
- Richard Burr (* 1955), Politiker, Mitglied im US-Senat
- Carter Beauford (* 1957), Schlagzeuger und Mitglied der Dave Matthews Band
- David G. Schatz (* 1958), Biologe
- Billy Campbell (* 1959), Schauspieler
- Bonita Friedericy (* 1961), Schauspielerin
- Daryl Haney (* 1963), Schauspieler, Drehbuchautor sowie Buchautor
- Rob Lowe (* 1964), Schauspieler, der zum sogenannten Brat Pack gehört
- Gordon Watkinson (* 1964), bildender Künstler
- Whitney Hedgepeth (* 1971), Schwimmerin
- Noah Haidu (* 1972), Musiker des Modern Jazz
- Scott Lachance (* 1972), Eishockeyspieler
- Tom Perriello (* 1974), Politiker, Mitglied im US-Repräsentantenhaus
- Sacha van Albada (* 1981), US-amerikanisch-niederländische Physikerin
- Lindsay Shoop (* 1981), Ruderin, Olympiasiegerin und dreifache Weltmeisterin
- Schuyler Fisk (* 1982), Schauspielerin
- Heather Heyer (1985–2017), Bürgerrechtlerin
- Lauren Perdue (* 1991), Schwimmerin
- Hans Brase (* 1993), Basketballspieler
- Camila Mendes (* 1994), Schauspielerin
- Veronica Swift (* 1994), Jazzmusikerin
- Thomas Heilman (* 2007), Schwimmer